# Sony Hit-Bit F1XD
Sony Hit-Bit F1XD (Hit-Bit F1XD) је кућни рачунар, производ фирме Сони (Sony) који је почео да се израђује у Јапану током 1985. године.
Користио је Zilog Z80A (или еквивалент) као централни микропроцесор а RAM меморија рачунара Hit-Bit F1XD је имала капацитет од 64 KB. 
Као оперативни систем кориштен је MSX DOS 2.0.

## Детаљни подаци
Детаљнији подаци о рачунару Hit-Bit F1XD су дати у табели испод.
|                       | |
| [ 1 ]                 | |
| Произвођач            | Сони |
| Тип                   | кућни рачунар |
| Меморија              | 64 KB |
| Поријекло             | Јапан |
| Година                | 1985 |
| Тастатура             | Тастатура са пуним помаком тастера са нумеричком тастатуром и тастерима смјера. 5 функцијских тастера. HOME, INS, DEL, STOP, PAUSE, RESET. |
| Процесор              | |
| Фреквенција процесора | 3,58 |
| RAM                   | 64 KB |
| ROM                   | 48 KB |
| Текст                 | 40 x 24 / 32 x 24 |
| Графика               | 64 x 48 / 256 x 192 / 256 x 212 / 512 x 212                                                                                                |
| Боја                  | 512 |
| Звук                  | 3 канала, 8 октава |
| Димензије             | непознато |
| Портови               | |
| Оперативни систем     | |